# Eeuwige sneeuw

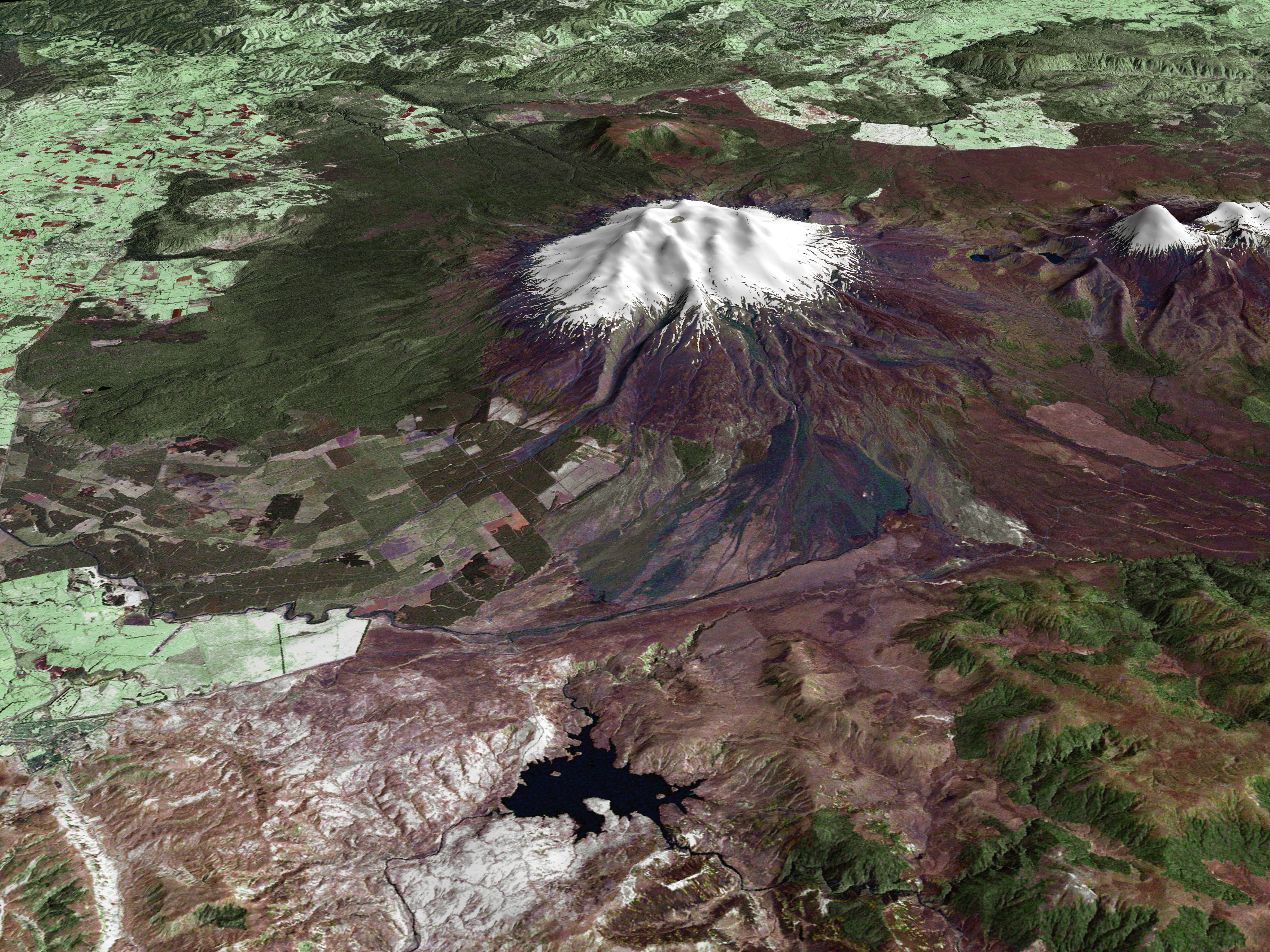
Samengestelde satellietfoto van Mount Ruapehu met eeuwige sneeuw

Met eeuwige sneeuw wordt de sneeuw bedoeld die op de top van een berg ligt en die het gehele jaar door blijft liggen. De "sneeuw" die aldus blijft liggen, lijkt echter niet meer op de zachte, juist gevallen, sneeuw. Het is eerder een harde, witte ijslaag. Wanneer de laag eeuwige sneeuw zich op een berg steeds verder opbouwt en dikker wordt, gaat deze ten slotte langzaam naar beneden stromen. Daardoor ontstaat een gletsjer die kilometers lang kan worden.
Over het algemeen zal de sneeuw die in de winter valt, in het voorjaar en in de zomer gaan smelten doordat de temperatuur dan, in elk geval overdag, boven het vriespunt komt. Door het smelten van deze sneeuw krijgen rivieren zoals de Rijn veel van hun water. Een ander deel van de sneeuw zal sublimeren, dat wil zeggen: direct verdampen zonder dat er vloeibaar water ontstaat.
Op plaatsen waar in de winter meer sneeuw valt dan in de rest van het jaar verdwijnt, ontstaat eeuwige sneeuw. Dat de sneeuw niet volledig wegsmelt, kan komen doordat de sneeuwlaag te dik is, doordat het te koud is, of omdat de sneeuw een groot deel van de dag in de schaduw ligt.
De ondergrens van de eeuwige sneeuw, de sneeuwgrens, ligt door de jaren heen op een min of meer vaste hoogte. Bij landen met een warmer klimaat ligt de sneeuwgrens hoger. In de poolstreken ligt de sneeuwgrens op zeeniveau. In de Alpen ligt de grens op ongeveer 3200 m hoogte. Bij de evenaar, op de warmste plekken van de aarde, ligt de sneeuwgrens op een hoogte van meer dan 5000 m.